# Torrestrella
Torrestrella est un élevage (ganadería) espagnols de taureaux de combat du XXe siècle et du début du XXIe siècle.

## Présentation
Créé le 2 septembre 1951 par Alvaro Domecq. À partir de 1957, l'élevage prend le nom de Torrestrella. Les taureaux de Torrestrella sont issus de taureaux de Curro Chica, Carlos Nunez et Jandilla. Ils mêlent des lignages issus de Juan Pedro Domecq, du Duc de Veragua, et du comte de la Corte (Don Agustín Mendoza y Montero).
Les taureaux de Torrestrella ont participé à 57 corridas en 2001.
Bas, fins et bien armés, ils sont caractérisés par une variété de robes.
Dans la campagne de Medina Sidonia se trouve le château de Torrestrella datant du XIIIe siècle, une des forteresses bâties sur le roc, parmi les plus caractéristiques de la province de Cadix. Álvaro Domecq fait paître son élevage de taureaux de combat sur le domaine de Los Alburejos où la forteresse est située. Elle doit son nom au symbole qui identifiait l’ordre militaire de Santa María auquel elle a appartenu.